# Robert Fulghum
Robert Lee Fulghum (født 4. juni 1937) er en amerikansk forfatter af primært essays.

## Biografi
Fulghum arbejdede som unitarisk præst i Bellingham Unitarian
Fellowship i Bellingham, Washington i perioden 1960-1964, samt i Edmonds
Unitarian Universalist Church i Edmonds, Washington ind i 1980erne.
I samme periode underviste han i tegning, maleri og filosofi ved Lakeside
School i Seattle. Fulghum har desuden begået sig som maler, skulptør og
musiker i form af vokal, guitar og mando-celloen (en form for mandolin).
Han var skaberen bag et rock'n'roll-band kaldet Rock Bottom Remainders
bestående af medlemmerne af et forfatterfællesskab.
Før sin professionelle karriere var han grøftegraver, avidbud, gårdkarl,
sælger for IBM og syngende cowboy.
Fulghum voksede op i Texas, har fire børn og ni børnebørn og bor i
Seattle, Washington, i Moab, Utah og på øen Kreta.

## Udgivelser
Fulghum blev populær da hans samling af essays All I Really Need to Know I
Learned in Kindergarten (1988) forblev på New York Times'
bestseller-liste i næsten to år i træk. Igennem hele samlingen, som bar
undertitlen Uncommon Thoughts on Common Things, forklarer Fulghum sin
sydstatslige filosofi omkring at se verden igennem et barns øjne. Hans prosa
er meget simpel og direkte og udforsker livsbekræftende maksimer i almindelige
opgaver som at tage en tur i zoologisk have, at rive blade og at støve af.
Der findes i dag mere end 16 millioner kopier af denne bog udgivet på 27 sprog
i 103 lande.

## Romaner
- All I Really Need to Know I Learned in Kindergarten
- It Was on Fire When I Lay Down on It
- Uh-Oh: Some Observations from Both Sides of the Refrigerator Door
- Maybe (Maybe Not)
- From Beginning to End -- The Rituals of Our Lives
- True Love
- Words I Wish I Wrote
- What on Earth Have I Done
- The Ongoing Adventures of Captain Kindergarten
- Hold Me Fast, Love Me Slow

Disse bøger er også blevet lavet til to teaterstykker. Det første teaterstykke
deler titel med første bog og blev tilegnet af Ernest Zulia med musik og
sangtekster af David Caldwell. Teaterstykket er baseret på alle otte af hans
bøger og kan valgfrit opføres som musical. Det andet teaterstykke har
titlen Uh-Oh, Here Comes Christmas, og de har til sammen nået over 2.000
produktioner på internationalt plan.